# Davide Rebellin
Davide Rebellin (San Bonifacio, 9 de agosto de 1971 – Montebello Vicentino, 30 de novembro de 2022) foi um ciclista profissional italiano. Ficou conhecido no mundo do ciclismo por sua performance no ano de 2004, quando conquistou de forma inédita vitórias na Amstel Gold Race, La Flèche Wallonne e Liège-Bastogne-Liège, feito até então nunca alcançado (Philippe Gilbert viria a conseguir o mesmo em 2011). Davide Rebellin é considerado um dos melhores ciclistas especialistas em provas clássicas da sua geração, tendo finalizado por mais de cinquenta vezes entre os dez primeiros colocados em provas clássicas do UCI ProTour e UCI World Cup. Durante sua carreira, ele também obteve uma vitória de etapa no Giro d'Italia, além de vitórias em provas por etapas como Paris-Nice e Tirreno-Adriático. Ficou suspenso após ter sido flagrado pelo uso de CERA, uma variedade de EPO, durante as Olimpíadas de 2008.

## Carreira
Rebellin se profissionalizou em 1992 e chamou a atenção do mundo do ciclismo com uma sequência de boas performances durante seus primeiros anos. Em 1996 ele conseguiu mais notoriedade quando ele conseguiu prosperar no Giro d'Italia. Competindo pela equipe Polti, o jovem italiano venceu a sétima etapa e com ela, vestiu a maglia rosa. Ele manteve a camisa de líder da competição por seis dias e terminou a prova na sexta colocação geral. Anos mais tarde, ele disse sobre a prova: Eu venci provas clássicas, mas a primeira vitória importante foi no Giro de 1996, ganhando a maglia rosa com a etapa.
Suas primeiras viórias na UCI World Cup aconteceram em 1997, quando conquistou a Clásica de San Sebastián e a Züri-Metzgete (então conhecida como Grand Prix de Suisse). Nos anos que se seguiram, ele venceu muitas corridas clássicas italiana como o Giro del Veneto e Tre Valli Varesine. Em 2001 ele venceu a prova por etapas Tirreno-Adriático.
Durante a temporada de 2004 ele obteve sete vitórias, incluindo as inéditas vitórias na Amstel Gold Race, La Flèche Wallonne e Liège-Bastogne-Liège, feito até hoje não repetido. Ele também conquistou vários podiuns em corridas consagradas como Paris-Nice e Clásica de San Sebastián. Apesar de suas impressionantes conquistas, Rebellin não venceu o UCI Road World Cup de 2004, que acabou nas mão de Paolo Bettini.
O ano de 2005 não foi tão profícuo em vitórias para Rebellin quanto o ano anterior porém, ainda assim, foi um bom ano. Apesar de geralmente se concentrar nas provas clássicas e pequenas voltas, ele foi parte da equipe Gerolsteiner no Tour de France de 2005. Com um bom número de sólidas performances durante a temporada, sem nenhuma vitória individual, Rebellin terminou o ano como o terceiro ciclista no ranque do UCI ProTour. À parte as provas do ProTour, ele apenas venceu uma única prova na temporada de 2005, conquistando a primeira etapa do Brixia Tour.
Rebellin iniciou a temporada de 2007 liderando a Paris-Nice até a última etapa, quando foi superado pelo ciclista espanhol Alberto Contador. Mais tarde terminou na segunda colocação na Amstel Gold Race e venceu a Flèche Wallonne, tornando se o mais velho ciclista a vencer uma corrida da UCI ProTour. Ele terminou o UCI ProTour em segundo, atrás apenas de Cadel Evans.
Rebellin triunfou logo em 2008 com a vitória na Paris-Nice, três segundos à frente de Rinaldo Nocentini. Ele venceu o Tour du Haut Var e mostrou sua força nas clássicas das Ardenas com a segunda colocação na Liège-Bastogne-Liège.
Rebellin conquistou a medalha de prata na prova de ciclismo de estrada dos Jogos Olímpicos de Pequim. Ele fez parte do grupo de seis atletas que se envolveu em uma fuga e obteve a segunda colocação após o sprint final. Sua medalha acabou por ser cassada após a sentença por doping do Comitê Olímpico Internacional.

## Doping
Em abril de 2009, o COI anunciou que seis atletas foram flagrados nos testes antidoping durante as Olipíadas de 2008, sem mencionar seus nomes ou modalidades. Mais tarde, surgiram rumores que dentre estes atletas estariam dois ciclistas, sendo que um deles teria ganho uma medalha. O Comitê Olímpico Italiano confirmou que um ciclista deste país fora flagrado pelo uso de CERA, variedade de EPO, na prova de ciclismo de estrada masculino, contudo sem divulgar o nome. No dia seguinte, em 29 de abril de 2009, o Comitê Olímpico Italiano confirmou que Rebellin era um dos atletas envolvidos. O agente de Rebellin solicitou a análise da contraprova que mais tarde confirmou o positivo.

## Morte
Rebellin morreu em 30 de novembro de 2022 depois de ser atropelado por um caminhão na estrada Regionale 11 em Montebello Vicentino.

## Equipes
Rebellin pertencia à equipe Gerolsteiner desde 2002 até o final de 2008 quando a equipe deixou o ciclismo ao não conseguir atrair novos patrocinadores em virtude dos casos de doping envolvendo alguns de seus principais ciclistas. Quando o seu caso veio à tona ele corria pela equipe Diquigiovanni, tendo também corrido pelas seguintes equipes:
- 1992-1994: GB-Maglificio MG-Bianchi
- 1995: Maglificio MG-Technogym
- 1996: Team Polti
- 1997: La Française des Jeux
- 1998-1999: Team Polti
- 2000-2001: Liquigas-Pata

## Palmarès
Teve 46 vitórias como profissional mas as suas principais vitórias foram as seguintes:
- La Flèche Wallonne 2004, 2007 e 2009
- Giro dell'Emilia 2006
- Liège-Bastogne-Liège 2004
- Amstel Gold Race 2004
- Rund um den Henninger Turm Frankfurt 2003
- GP Città di Camaiore 2002
- Tour de Romandie 2001
- Tirreno-Adriático 2001
- Veneto 1999 e 2000
- GP de Friuli 1999
- Classica San Sebastian 1997
- Zurigo 1997

Em 2007 ficou em 2.º no Paris-Nice a 26s do vencedor Alberto Contador, fez 3.º nos campeonatos italianos de estrada, em 4º ficou na Volta ao Algarve, 2º foi o maximo que conseguiu no GP di Chiasso. Esteve bem na Amstel Gold Race com um 2.º lugar a 21s do seu companheiro de equipa Stefan Schumacher.
Já venceu uma etapa no Giro d'Italia de 1996, tendo estado 6 dias com a camisola rosa (camisola da lideranca no Giro d'Italia).